# Sumpfkreuzspinne

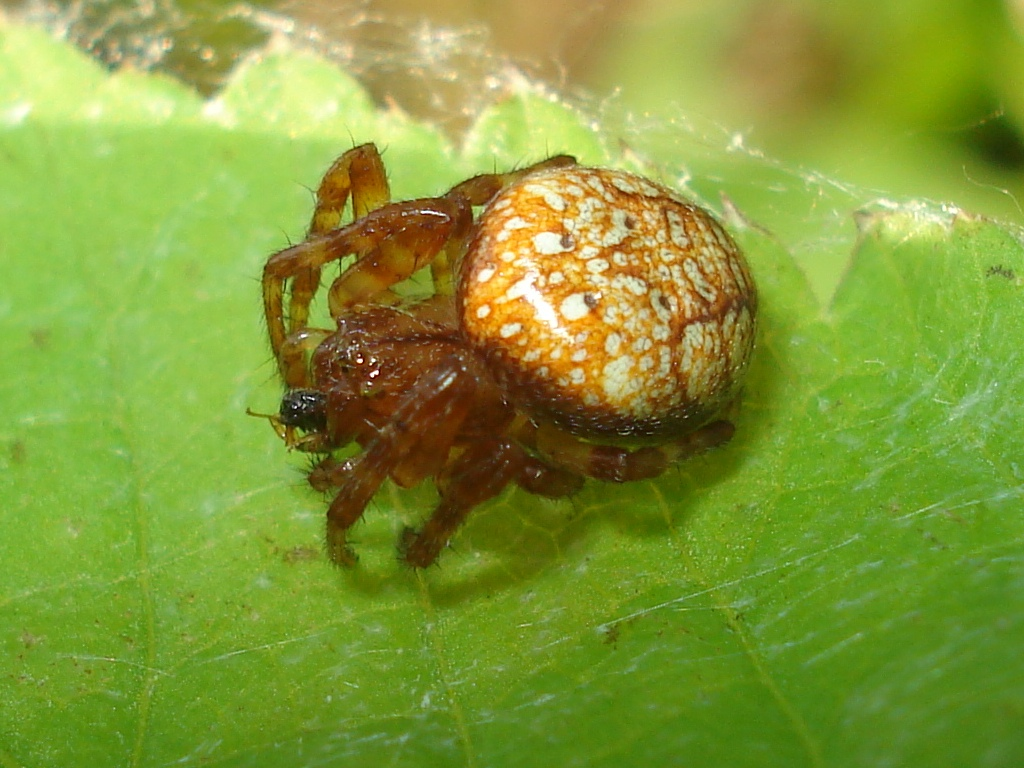
Juveniles Tier

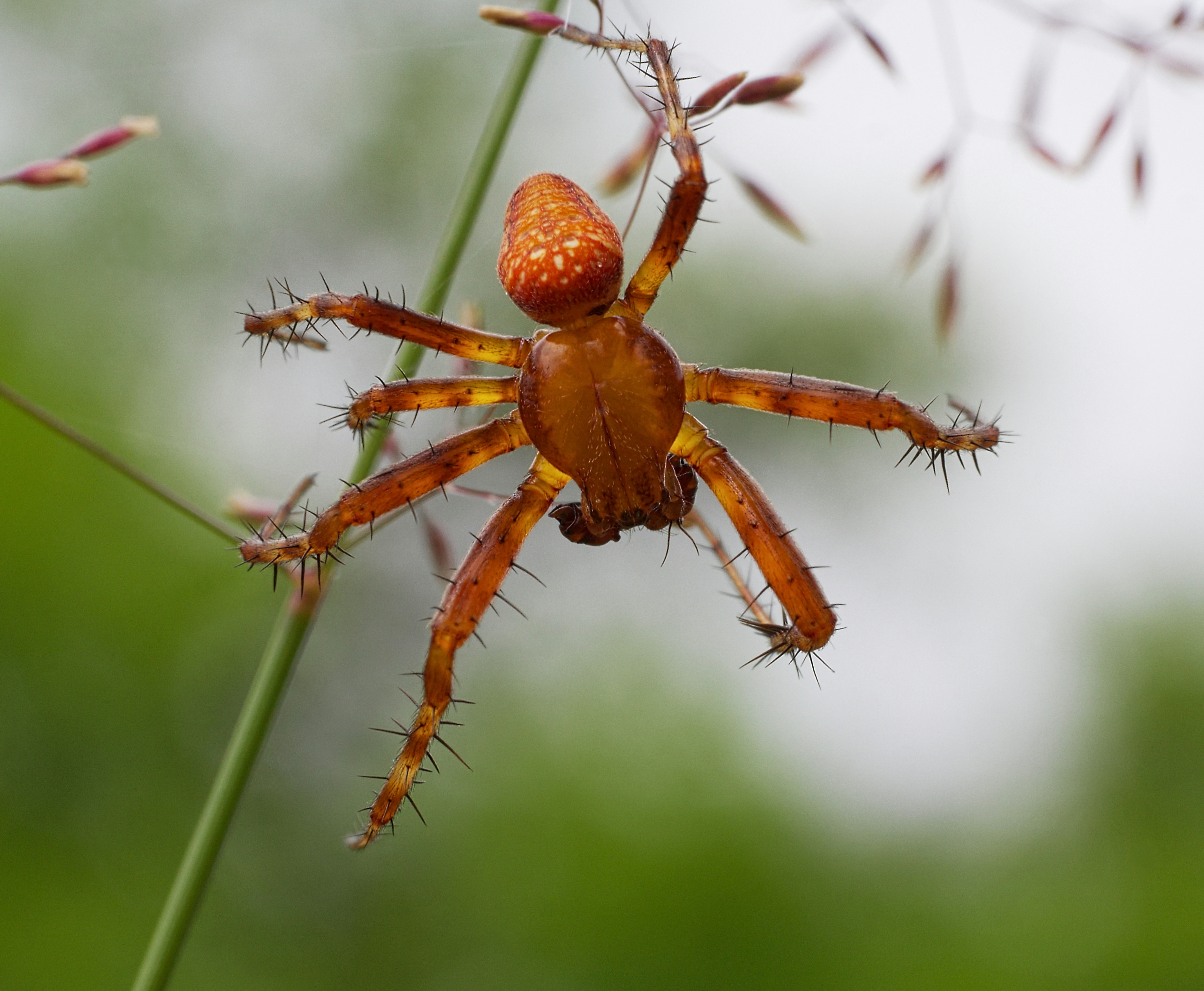
Männchen

Die Sumpfkreuzspinne (Araneus alsine), auch Erdbeerspinne genannt, ist eine Webspinnenart aus der Gattung der Kreuzspinnen (Araneus) innerhalb der Familie der Echten Radnetzspinnen (Araneidae).

## Merkmale
Die Sumpfkreuzspinne ist eine der farbenprächtigsten Kreuzspinnenarten. Die Weibchen erreichen eine Größe von etwa 11 bis 15 Millimeter. Die Färbung des Hinterkörpers der seltenen Art reicht von einem kräftigen Beige bis hin zu einem satten Orange. Er ist nahezu kugelförmig und mit zahlreichen gelblichweißen Punkten gesprenkelt.

## Lebensweise
Die Spinne baut in Bodennähe in der Krautschicht kleine Netze mit weniger als 20 Speichen und lauert tagsüber in dessen Nähe in einem tütenförmig zusammengerollten Blatt auf Beute. Die Art kommt auf feuchten, grasigen Waldlichtungen und Feuchtwiesen vor.
Die Paarung findet im Juni und Juli statt, die Eiablage erfolgt im Juli und August. Die jungen Spinnen schlüpfen noch im Spätsommer, überwintern halbwüchsig und sind im Frühsommer erwachsen. Adulte Tiere können ab Juni bzw. Juli beobachtet werden.
Die Bestände sind vielerorts rückläufig, sie ist z. B. in der Roten Liste der Weberknechte und Webspinnen Sachsens (1996) als gefährdet (3) eingestuft worden. Bundesweit wird die Sumpfkreuzspinne in der Roten Liste gefährdeter Tiere Deutschlands ebenfalls als gefährdet (3) eingestuft. 1